# Хмаимим
Хмаимим (араб. حميميم‎) — поселение на северо-западе Сирии, в мухафазе Латакия. Находится в административном районе Джабла, в паре километров от побережья Средиземного моря.
Одно из крупнейших поселений в пригороде Джаблы.
Через Хмаимим проходит автомобильная дорога Латакия — Джабла — Хомс.
К поселению непосредственно примыкает международный аэропорт имени Басиля Аль-Асада.
На 2004 год население Хмаимима составляло 3701 человека, в том числе 1900 мужчин и 1801 женщину. Домохозяйств 741.